# Nomain
Nomain – miejscowość i gmina we Francji, w regionie Hauts-de-France, w departamencie Nord.
Według danych na rok 1990 gminę zamieszkiwało 2317 osób, a gęstość zaludnienia wynosiła 121 osób/km² (wśród 1549 gmin regionu Nord-Pas-de-Calais Nomain plasuje się na 330. miejscu pod względem liczby ludności, natomiast pod względem powierzchni na miejscu 62.).